# Muntanyes Leaota

Muntanyes Leaota 3D

Les muntanyes Leaota es troben al centre de Romania, al nord de la ciutat de Târgovişte. Formen part del grup dels Carpats meridionals de les muntanyes dels Carpats, i tenen com a veïns les muntanyes Bucegi a l'est i Piatra Craiului a l'oest.
El pic piramidal Leaota de 2.133 metres s'alça en una terra magnífica de boscos d'avets densos, animals salvatges, pocs pastors errants i gairebé cap turista.